# Chittenden County
Chittenden County är ett county i delstaten Vermont, USA. Det är ett av fjorton countyn i staten. Den administrativa huvudorten (county seat) är Burlington. År 2010 hade countyt 156 545 invånare.

## Geografi
Enligt United States Census Bureau har countyt en total area på 1 605 km². 1 397 km² av den arean är land och 209 km² är vatten.

### Angränsande countyn
- Grand Isle County, Vermont - nord
- Franklin County, Vermont - nordöst
- Lamoille County, Vermont - öst
- Washington County, Vermont - sydöst
- Addison County, Vermont - syd
- Essex County, New York - sydväst
- Clinton County, New York - nordväst

## Städer
- Burlington (huvudort)
- Essex Junction
- South Burlington
- Winooski